# Strömungskraftwerk

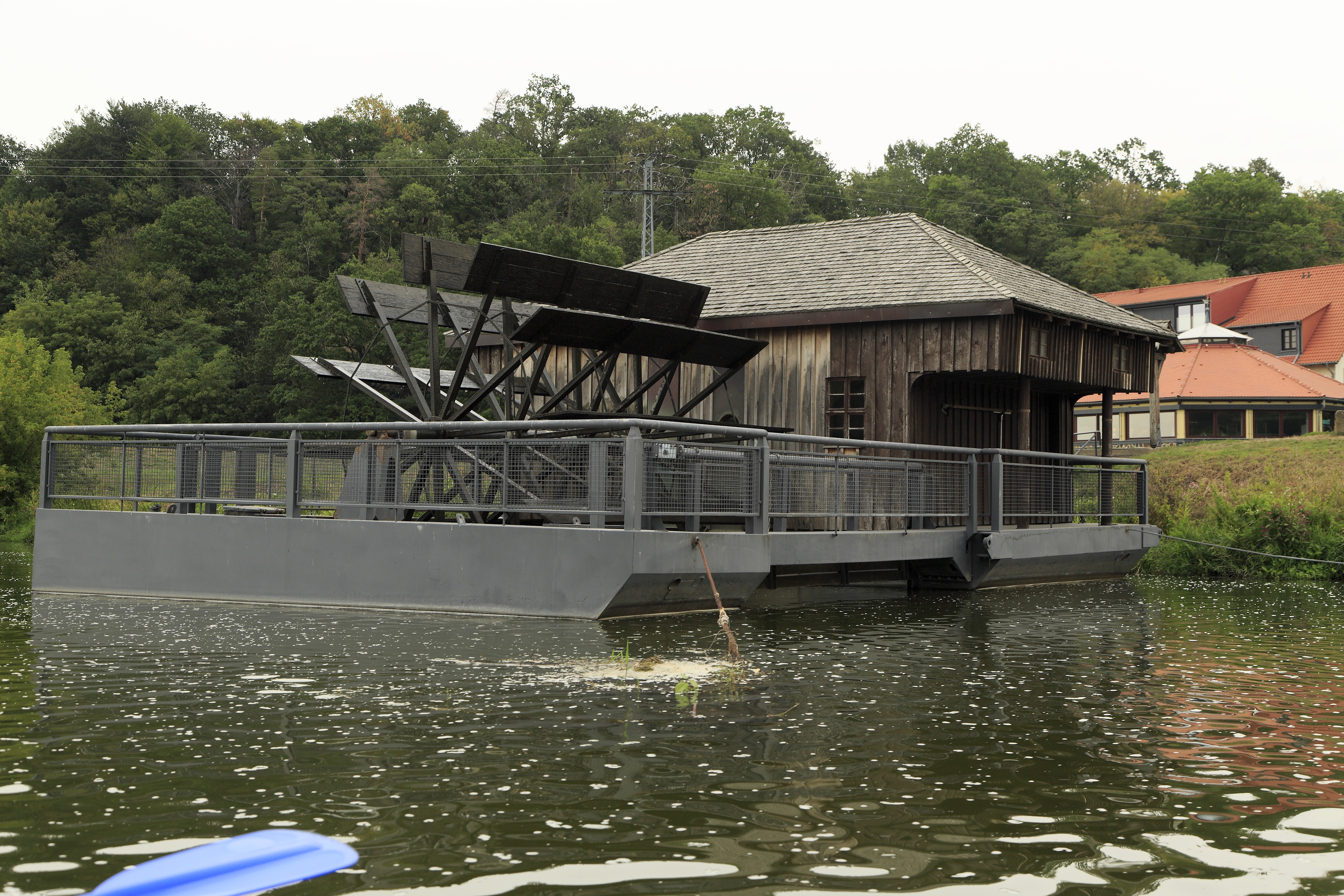
Eine Schiffmühle bei Höfgen.

Ein Strömungskraftwerk ist ein Wasserkraftwerk, das aus einem Fließgewässer oder der Meeresströmung Elektrizität erzeugt, wobei kein Wehr benötigt wird. Es gehört zur Kategorie der Laufwasserkraftwerke ohne Schwellbetrieb. Beispiele sind Strom-Bojen und Schiffmühlen.
Meeresströmungskraftwerke haben ein sehr großes Potential für die Energieerzeugung, allerdings sind die technischen Anforderungen immens. Dem gegenüber ist das Potenzial von Strömungskraftwerken in Flüssen gering, doch ist der technische Aufwand ebenfalls gering.
Im Oktober 2010 ist im Rhein bei Sankt Goar ein erstes Test-Strömungskraftwerk mit einer Leistung von sechs Kilowatt in Betrieb gegangen. Im Juli 2012 ist die Planung eines 11,2-Megawatt-Strömungskraftwerkes am Rhein bei Rheinberg bekannt geworden, bei dem ein Wasserstrom mit einem Rohr in eine Drallbewegung versetzt und beschleunigt auf die auf einem Ponton im Fluss sich befindenden Turbinen fokussiert wird. Die Planung für dieses Kraftwerk wurde inzwischen eingestellt.

## Funktionsweise
Hauptartikel: Meeresströmungskraftwerk
Strömungskraftwerke sind Laufwasserkraftwerke und nutzen wie diese auch die kinetische Energie des Wassers zur Stromgewinnung. Anders als bei klassischen Laufwasserkraftwerken findet kein Aufstau statt. Die gewonnene Leistung P ist somit von der Fließgeschwindigkeit v (in m/s), dem durchflossenen Querschnitt A (in m²), der Dichte von Wasser ρ (≈ 1000 kg/m3) und dem Wirkungsgrad η der Anlage abhängig.
{\displaystyle P=v^{3}*A*\rho *\eta }